# Sevilla (metropolitana di Madrid)
Sevilla è una stazione della linea 2 della metropolitana di Madrid.
Si trova sotto alla Calle de Alcalá, all'altezza dell'incrocio con la Calle de Sevilla, nel distretto Centro.

## Storia
La stazione fu aperta al pubblico il 14 giugno 1924 in corrispondenza dell'inaugurazione della linea 2 tra Sol e Ventas.

## Accessi
Vestibolo Sevilla
- Sevilla: Calle de Alcalá 18
- Virgen de los Peligros: Calle de Alcalá 21 (angolo con la Calle de la Virgen de los Peligros)
- Iglesia de Calatrava: Calle de Alcalá 23